# Maxmilián Strmiska
Maxmilián Strmiska (* 19. července 1961, Brno) je český politolog a vysokoškolský pedagog v minulosti působící na Katedře politologie FF UHK.

## Vzdělání a zaměstnání
Strmiska nejprve vystudoval historii na filozofické fakultě v Brně (1983 - PhDr., 1995 - Ph.D.). V roce 1997 byl habilitován v oboru politologie a v roce 2004 jmenován profesorem. V letech 1984-88 působil na katedře československých a obecných dějin, 1988-94 historickém ústavu a od roku 1994 Katedře politologie nejprve Filozofické fakulty, posléze Fakulty sociálních studií Masarykovy univerzity v Brně. Od roku 2005 pracoval v Institutu pro srovnávací politologický výzkum.

## Vědeckovýzkumná činnost
Strmiska se odborně zaměřuje na teorii politických stran, stranické systémy Kanady, Indie a jihoevropských zemí, problematiku regionalismu, regionálních politických stran, etnického a politicky motivovaného násilí. Je autorem nebo spoluautorem mnoha desítek článků v českých i zahraničních odborných časopisech a sbornících. Editoval či spolueditoval několik sborníků a publikoval řadu monografií.

## Vybrané publikace
- Federalism and Multi-Level Polity: The Canadian Case, Anton Pasienka, Brno 2007. (spolu s Romanem Chytilkem a Nikolou Hynkem)
- Regionální strany, stranické systémy a teritoriálně politický pluralismus. Pojetí a typologie evropských regionálních stran a regionálních stranických soustav, Anton Pasienka, Brno 2005.
- Politické strany moderní Evropy. Analýza stranicko-politických systémů, Portál, Praha 2005. (spolu s Vítem Hlouškem, Lubomírem Kopečkem a Romanem Chytilkem)
- Liga Severu a regionální strany v Itálii, Anton Pasienka, Brno 2004.
- Katalánské politické strany. Katalánské strany a regionální stranicko-politický systém v letech 1977-2002, Anton Pasienka, Brno 2003.
- Challenges of Consolidation and the Post-Communist Party Systems: Collection of Essays, Mezinárodní politologický ústav Masarykovy univerzity, Brno 2001.
- Smrtonosné vlastenectví. Etnicko-politický terorismus v Baskicku a Quebeku, Mezinárodní politologický ústav Masarykovy univerzity, Brno 2001.
- "Ozbrojená opozice". Studie k subverzívnímu terorismu, Mezinárodní politologický ústav Masarykovy univerzity, Brno 2000.
- Národní stát a etnický konflikt. Politologická perspektiva, Centrum pro studium demokracie a kultury, Brno 1999. (spolu s Pavlem Baršou)
- Regionální strany a stranické systémy. Španělsko, Itálie, Velká Británie a Severní Irsko, Centrum pro studium demokracie a kultury, Brno 1998.
- Teorie politických stran, Barrister & Principal, Brno 1998. (spolu s Petrem Fialou)
- Kanadská stranicko-politická soustava. Kanadský bipartismus a multipartismus, Masarykova univerzita, Brno 1997.
- Politický terorismus. Úvod do studia politického terorismu v demokratických systémech, Masarykova univerzita, Brno 1996.
- Italské politické strany (1945-1994), Masarykova univerzita, Brno 1995.